# Långtora socken
Långtora socken i Uppland ingick i Lagunda härad, ingår sedan 1971 i Enköpings kommun och motsvarar från 2016 Långtora distrikt.
Före 1887 upptogs 1 mantal i Långtora jordebok men ingick i Vårfrukyrka kyrksocken och landskommun. 1887 överfördes områdets jordebokstillhörighet till Vårfruskyrka jordebokssocken. 
Socknens areal är 22,67 kvadratkilometer varav 22,64 land. År 2000 fanns här 268 invånare.  Kyrkbyn Långtora med sockenkyrkan Långtora kyrka ligger i socknen.  

## Administrativ historik
Långtora socken har medeltida ursprung.
Vid kommunreformen 1862 övergick socknens ansvar för de kyrkliga frågorna till Långtora församling och för de borgerliga frågorna bildades Långtora landskommun. Landskommunen uppgick 1952 i Lagunda landskommun som 1971 uppgick i Enköpings kommun. Församlingen uppgick 2010 i Lagunda församling.
1 januari 2016 inrättades distriktet Långtora, med samma omfattning som församlingen hade 1999/2000.  
Socknen har tillhört län, fögderier, tingslag och domsagor enligt vad som beskrivs i artikeln Lagunda härad. De indelta soldaterna tillhörde Upplands regemente, Hagunda kompani och Livregementets dragonkår, Sigtuna skvadron.

## Geografi
Långtora socken ligger nordost om Enköping söder om Örsundaån och med Enköpingsåsen i väster. Socknen är en slättbygd med viss skogsbygd i norr.
I socknens nordöstra del ligger Långtora flygfält.

## Fornlämningar
Från bronsålderns finns spridda gravrösen, stensättningar, skålgropsförekomster, skärvstenshögar samt hällristningar. Från järnåldern finns 16 gravfält. Sex runstenar har påträffats.

## Namnet
Namnet skrevs 1291 Languthoru kommer från kyrkbyn. Förleden är lång och efterleden thora, 'något uppsvällt;uppsvälld terräng, höjd' troligen syftande på den långsträckta höjd där kyrkbyn legat.